# Fortysomething
Fortysomething è una miniserie televisiva britannica in sei puntate del 2003 diretta e interpretata da Hugh Laurie, e basata sul romanzo omonimo di Nigel Williams, autore anche della sceneggiatura.

## Trama
Paul Slippery è un dottore di 44 anni da poco entrato in crisi di mezza età: ha iniziato a sentire le voci, come se leggesse nel pensiero delle persone, e in concomitanza a questo disturbo, non riesce a ricordare quand'è stata l'ultima volta che ha fatto l'amore con sua moglie Estelle. Quest'ultima, dopo aver fatto la casalinga per molti anni, inizia un lavoro come talent scout, e Paul ha un'iniziale difficoltà nell'accettare questo cambiamento, accentuato dal fatto che la datrice di lavoro di Estelle, Gwendolen Hartley, è lesbica. Sul luogo di lavoro, Paul deve fare i conti con il collega, nonché rivale, Ronnie Pilfrey, da sempre invidioso del carisma e della naturale simpatia che Slippery esercita sulle persone. Alla di crisi di Paul, si uniscono le vicende dei suoi tre figli: Rory, studente della fittizia University of Reigate; Daniel, dalla fama di playboy; ed Edwin, adolescente ossessionato dal sesso. 

## Puntate
| nº | Titolo originale | Prima TV UK    | Prima TV Italia |
| -- | ---------------- | -------------- | --------------- |
| 1  | Episode 1        | 29 giugno 2003 | inedita         |
| 2  | Episode 2        | 6 luglio 2003  | inedita         |
| 3  | Episode 3        | 13 luglio 2003 | inedita         |
| 4  | Episode 4        | 20 luglio 2003 | inedita         |
| 5  | Episode 5        | 27 luglio 2003 | inedita         |
| 6  | Episode 6        | 9 agosto 2003  | inedita         |